# Seth Meyers
Seth Meyers, född 28 december 1973 i Evanston, Illinois, är en amerikansk komiker, skådespelare och programledare. 
Meyers har framför allt medverkat i Saturday Night Live. Han har varit en av de fasta deltagarna i Saturday Night Live sedan 2003 och 2006 blev han befordrad till rollen som ett nyhetsankarna i segmentet Weekend Update. Meyers har även haft mindre roller i långfilmer så som American Dreamz (2006) och New Year's Eve (2011).
År 2013 stod det klart att han skulle ta över som programledare för Late Night på NBC efter att Jimmy Fallon lämnat programmet för Tonight Show. I Meyers regi kallas programmet nu Late Night with Seth Meyers.
Seth Meyers är gift med juristen Alexi Ashe sedan september 2013. I mars 2016 föddes parets första barn, en son. I april 2018 föddes deras andra barn, även det en son.

## Uppväxt
Meyers föddes i Evanston i Illinois. När han var mellan fyra och tio år växte han upp i Okemos i Michigan, och därefter i Bedford, New Hampshire. 

## Filmografi
- 2003–2014 – Saturday Night Live (TV-serie)
- 2004 – See This Movie
- 2006 – American Dreamz
- 2008 – Resan till Jordens medelpunkt
- 2011 – New Year's Eve
- 2011 – I Don't Know How She Does It
- 2014 – Late Night with Seth Meyers (TV-serie)